# Можайский, Тимофей Иванович
Тимофе́й Ива́нович Можа́йский (ок. 1760 — 1805) — русский переводчик; генерал-аудитор в Адмиралтейств-коллегии (1791—1796), обер-прокурора Сената (1799); действительный статский советник. Дед А. Ф. Можайского.

## Биография
По свидетельству И. Ф. Тимковского, происходил из Смоленской губернии. Учился в Московском университете. С 1783 года исполнял с обязанности секретаря при кураторе университета И. И. Шувалове, который давал высокую оценка его служебным качествам и в июле 1786 года ходатайствовал о повышении его в чине; в мае 1790 года на посту секретаря И. И. Шувалова его сменил Л. Ф. Людоговский.
В 1791—1796 годах занимал в Адмиралтейств-коллегии должность генерал-аудитора, а затем до 1799 числился при Герольдмейстерской конторе.
С января 1800 года до июля 1802 года был обер-прокурором Апелляционного департамента; был уволен в отставку «по болезни <…> с половинным жалованием» в чине действительного статского советника.
Был награждён орденами Св. Иоанна Иерусалимского, Св. Владимира 4-й степени. Ему было пожаловано 3000 десятин земли, но имел всего 17 душ крепостных.
Напечатал ряд своих переводов с французского языка, сделанных прозой. Первой из известных была книга Ж.-Ш. Тибо де Лаво «Сельские ночи» (1786), в которой «изображалась смерть в таком виде, в каком редко оную представляют». Перевод поэмы Ф.-Ф. де Лорана де Рейрака «Солнце» (1789; 2-е изд. 1790) был посвящен И. И. Шувалову, а книга «Друг природы» (1790) — князю Ф. Н. Голицыну. При переводе «Подробного и достоверного описания жизни и всех путешествий капитана Кука» Э. Кипписа  (англ.) (1790. Ч. 1—2; с фр. перевода Ж. Кастера) Можайский использовал материалы, полученные от вдовы Кука и документы английского Морского архива. Ему также принадлежит также перевод книги «Жизнь и ужасные деяния императора Нерона» (1792) и новый перевод «Детского училища…» Ж.-М. Лепренс де Бомон (1792. Ч. 1—4; переизд. — 1794, 1800, 1809).
Умер 19 июня (1 июля) 1805 года; похоронен на Волковом кладбище. После смерти его долги составили огромную по тем временам сумму — более 24000 рублей.

## Семья
Был женат на Варваре Павловне Гурьевой (?—1835). Их дети:
- Павел (1788—1838); его дочь Елизавета была замужем за Е. И. Зоммером
- Александр (1791—?)
- Фёдор (1796—1866)
- Василий (1797—1832)
- Анна (ок. 1797—?)[5].
- Мария, в замужестве Шульгина
- Пелагея, в замужестве Томиловская